# The Legendary Pink Dots
The Legendary Pink Dots jsou britsko-nizozemská, převážně rocková, hudební skupina původem z Londýna. Existuje již od 70. let 20. století, nepatří k mainstreamu a kombinuje hodně hudebních stylů. Jejími členy jsou Edward Ka-Spel, Phil 'The Silverman' Knight, Niels van Hoorn. Martijn de Kleer a Raymond Steeg.